# 중추도시생활권
중추도시생활권은 2014년 2월 대한민국 국토교통부에서 확정·발표한 지역 발전 계획안으로, 박근혜 정부의 지역행복생활권 공약의 일종의 계획이다. 전국의 광역시·특별자치시를 중심으로 6개 권역, 인구 50만명 이상 거점도시, 도청소재지 등 도내 중추기능을 수행하는 도시를 중심으로 14개 권역 등, 20개 권역으로 나누어 추진한다. 이 권역들은 진행 방향에 따라 20개 권역에서 1,025개의 사업을 추진한다.

## 근거 법령
- 국가균형발전 특별법

## 권역
| 생활권      | 지역 상세                                                          | 주요 사업                                                                             |
| ----------- | ------------------------------------------------------------------ | ------------------------------------------------------------------------------------- |
| 춘천권      | 춘천시 홍천군 화천군 철원군 양구군                                 | - 글로벌 나노바이오 기술산업화 융합지구 조성 - 호수문화관광권 협력사업                |
| 치악산권    | 원주시 횡성군                                                      | - 지역특화산단(의료기기) 조성 - 원주권 광역상수도의 효율적 운용                       |
| 청주권      | 청주시 증평군 보은군 괴산군 진천군                                 | - 일자리 중심Hub센터 설치 - 도시재생                                                  |
| 충주권      | 충주시 제천시 음성군                                               | - 충북 북부권 행복일자리지원센터 설치 - UN 세계평화 비전 창조사업                     |
| 대전권      | 대전광역시 옥천군 금산군 계룡시 논산시                             | - 광역정보버스시스텀(BIS) 구축 - 문화관광자원 통합 마케팅                             |
| 세종·공주권 | 세종특별자치시 공주시                                              | - 자전거도로망 및 무인대여 공동이용시스템 구축 - 생태와 선사문화 테마숲길 조성        |
| 천안·아산권 | 천안시 아산시                                                      | - 천안-아산 복합문화정보센터 조성 - 천안-아산 시내버스 요금 단일화                    |
| 홍성·예산권 | 홍성군 예산군                                                      | - 내포 협력 거버넌스 구축 - 내포 도시민 농촌유지 지원 사업                            |
| 전북권      | 전주시 군산시 익산시 김제시 완주군                                 | - 신사업 육성을 위한 특화산업단지 조성 - 버스요금 단일화 등 생활권 연계 교통체계 구축 |
| 빛고을권    | 광주광역시 나주시 담양군 화순군 함평군 장성군                      | - 통합 컨벤션뷰로 연계사업 - 대중교통 환승할인 지원사업                               |
| 전남서부권  | 목포시 무안군 신안군 해남군 진도군                                 | - 목포시 도시재생 - 갯벌생태 프로그램 개발사업                                        |
| 전남동부권  | 여수시 순천시 광양시 보성군 고흥군                                 | - 여자만 갯노을 생태탐방로 조성사업 - 임진왜란 호국 교육벨트 사업                     |
| 대구권      | 대구광역시 영천시 경산시 군위군 청도군 고령군 성주군 칠곡군 합천군 | - 산업단지 블루로드 활력화사업 - 팔공산 고지대 자연부락 광역상수도 공급               |
| 포항권      | 포항시 경주시 영덕군 울진군 울릉군                                 | - 해양융합산업 연구센터 및 실중단지 조성 - 동해 수산업 광역체계 구축                  |
| 구미권      | 구미시 김천시 칠곡군                                               | - 혁신도시 도시첨단산단지정 - BIS 및 환승제                                           |
| 안동권      | 안동시 예천군 의성군 청송군 영양군                                 | - 의성-안동 광역상수도 설치 - 도농순환형 일자리창출 구축                              |
| 부산권      | 부산광역시 김해시 양산시 울주군                                    | - 창조벨트 구축사업 - 부산 영락공원 화장시설 공동 사용                                |
| 울산권      | 울산광역시 양산시 경주시 밀양시                                    | - 회야 하수처리장 증설 사업 - 영남알프스 산악관광 통합안내체계 구축                   |
| 경남동부권  | 창원시 김해시 함안군                                               | - 창원국가산단 구조고도화 - 미니복합타운 조성                                         |
| 경남서부권  | 진주시 사천시 남해군 하동군                                        | - 경전선 폐선 활용한 남도순례길 조성 - 동서통합지대 코어지대 조성 및 민관학 협력      |

## 사업 상세
2013년 7월 지역발전정책을 발표하고, 같은해 4개월 뒤인 11월에 지역생활권 가이드라인이 발표했다. 고작 1개월 후인 12월, 충분한 준비시간이 부족한 상황에서 생활권사업이 공모되었다. 이에 따라 미래 비전의 고려 없이, 당면한 지역사업위주의 근시안적인 과제 제안을 유도했다는 평이 많고, 따라서 ‘중추’적인 도시 기능 향상의 목적을 둔 사업이 아니라, ‘생활권’을 한 부분으로 묶는 것에 집중되었다는 비판이 있으나, 여타 생활권 사업과 다르게 규모, 인구, 경제 측면에서 중추도시생활권 사업의 중요도는 막중하다는 평가가 지배적이다.
각 인접한 시·군 등이 권역으로 묶여, 서로 상생함으로써 주민들이 불편함 없이 기초인프라, 교육, 문화, 복지 시스템 등을 제공받을 수 있게 한다는 점에서 긍정적인 평가를 이끌어 내고 있다. 다만, 이런 효과가 나오기 위해선 지역별로 통합 지원 시스템을 구축하고, 지역 가버넌스 등을 연계하는 것이 중요하다는 이야기가 나오고 있다.
각각의 지역별로 사업이 추진되어 성과가 나타나고 있으며, 청주권에서 일자리허브센터 구축, BIS 정보 시스템 구축 등이 우수 사례 등으로 각광받고 있다.

## 같이 보기
- 지역생활권
- 혁신도시
- 도농연계생활권
- 농어촌생활권

## 참고자료
- 중추도시생활권 발전전략②[깨진 링크(과거 내용 찾기)], 도시미래신문, 2015년 2월 20일